# Милорад Капур
Милорад Капур (Равни Тополовац, 5. март 1991) српски је одбојкаш. Игра на позицији либера, а тренутно наступа за Париз волеј и за репрезентацију Србије.

## Каријера
Омладинску каријеру је почео у родном месту Равни Тополовац. Први професионални клуб за који је наступао је била Војводина. Након тога одиграо је две сезоне за Нови Пазар. Године 2016. одлази у Швајцарску где је наступао за три различита клуба за шест сезона. Године 2022. прелази у Партизан са којим је освојио триплу круну. Године 2023. постао је члан Париз волеја.

## Трофеји
Партизан
- Суперлига Србије (1) : 2022/23.
- Куп Србије (1) : 2022/23.
- Суперкуп Србије (1) : 2022.